# Monasterio de Vega
Monasterio de Vega település Spanyolországban, Valladolid tartományban. Monasterio de Vega Melgar de Abajo, Vega de Ruiponce, Saelices de Mayorga, Izagre és Joarilla de las Matas községekkel határos. Lakosainak száma 79 fő (2024).

## Népesség
A település népessége az utóbbi években az alábbiak szerint változott:
| Lakosok száma | 114  | 107  | 92   | 88   | 103  | 94   | 86   | 77   | 81   | 79   |
|               | 2001 | 2004 | 2007 | 2009 | 2012 | 2014 | 2017 | 2019 | 2022 | 2024 |